# Bertamiráns
Bertamiráns es una aldea española situada en la parroquia de Ortoño, del municipio de Ames, en la provincia de La Coruña, Galicia. Es la capital del municipio.

## Localización
Es la capital del municipio de Ames y se encuentra en el cruce de caminos y salida natural de Santiago de Compostela (a 10 km al este) hacia la ría de Muros y Noya (a 25 km al oeste), Negreira y toda la comarca de la Costa de la Muerte (Finisterre, Laje, Cee, Corcubión, etc., al noroeste), así como acceso al sur, hacia la villa de Padrón.
Esta población se encuentra en el valle de Amaía, que debe su nombre a los Amaeos[cita requerida], una tribu prerromana de la cual también podría provenir el nombre de la parroquia de Ames, que le da nombre al municipio.

## Geografía
Por Bertamiráns pasa el río Sar, que nace en Santiago y desagua en el río Ulla, entre Padrón y Puentecesures. El Sar a su paso por Bertamiráns recibe los aportes de tres afluentes, que son el río Dos Pasos, el Ameneiral y, ya en el término municipal de Brión, el Pego.

## Historia
El topónimo "Bertamiráns" es de origen germánico, aunque la existencia de petroglifos y numerosos castros en los alrededores certifica la existencia de asentamientos desde tiempos prehistóricos. Su importancia histórica viene dada por ser, al igual que ahora, un cruce de caminos entre Santiago y Noya, por un lado, y las comarcas de Negreira y Valle del Dubra con la villa de Padrón, aunque se trataba de una entidad menor de población adscrita a la vecina parroquia de S. Xoán de Ortoño.
Jurisdiccionalmente pertenecía al Cabildo Catedral de Santiago, en la jurisdicción de Amaía. Sin embargo dentro del lugar existen varios dominios entre los que destacan las propiedades del conde de Altamira.
Alrededor de 1820 la localidad formaba parte del municipio de Altamira. En 1836 pasa a constituir parte del nuevo municipio de Ames.
En la década de los 80 del siglo XX, y con motivo del nuevo plan provincial de caminos se trazan las nuevas carreteras que vendrían a sustituir a los antiguos caminos reales, y que fueron las principales vías de comunicación del siglo XX. En la localidad se sustituye el antiguo camino real de Santiago-Noya por el trazado de la actual AC-543. Así mismo se sustituye la vía que unía las parroquias de Ames y Cobas con Bertamiráns por la AC-544 que comunica el lugar con Negreira, la capital del partido judicial, dando continuación con la AC-300 que sigue hacía Casalonga y enlaza con la N-550, ya en el municipio de Teo.

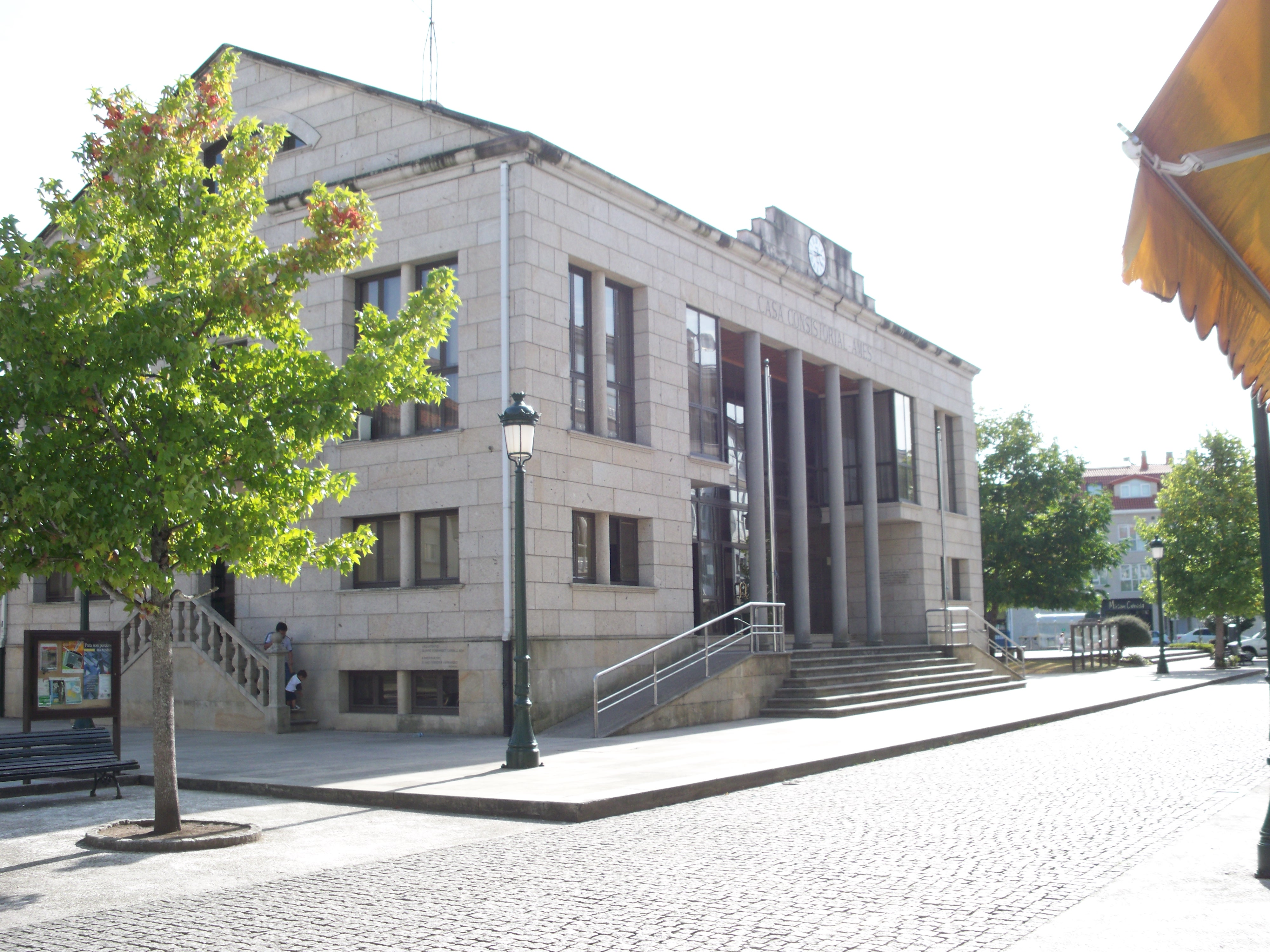
Casa consistorial de Ames.

A principios del siglo XX, la casa consistorial del municipio estaba en la aldea de Pedrouzos en la parroquia de Ames. El secretario del ayuntamiento, que por aquel entonces era José Reinoso García, y vecino del lugar de Bertamiráns, trasladó el archivo municipal a su casa, con lo que Bertamiráns se convirtió en la capital municipal. Después de diversos cambios de ubicación, la casa consistorial de Ames se estableció definitivamente en Bertamiráns en 1967.
A finales del siglo XX, e impulsado por nuevas políticas municipales de urbanismo más permisivas, la localidad se trasformó en muy pocos años en una de las entidades de población con mayor número de habitantes del entorno de Santiago de Compostela. El bajo precio de las viviendas atrajo a numerosa población joven, constituyendo hoy en día una de las poblaciones de más rápido crecimiento del área metropolitana de Santiago de Compostela.

## Demografía
| Gráfica de evolución demográfica de Bartamiráns entre 2000 y 2023 |
|                                                                   |
| Datos según el nomenclátor publicado por el INE.                  |

## Patrimonio
- Pazo da Peregrina: Se trata de una casona propiedad del ayuntamiento de Ames, dedicado a exposiciones y actos sociales que dispone de un terreno de poco más de una hectárea dedicado a jardines. Fue adquirido en 1994 a los herederos de la familia Azcárraga-Togores. En el conjunto aún se conserva la antigua capilla de la Peregrina

- Capilla de la Peregrina: En la misma calle que el pazo se encuentra la capilla de la Virgen Peregrina. Fue edificada por la cofradía del mismo nombre e inaugurada en 1997. Actualmente sirve de culto de la parroquia de Ortoño en el lugar de Bertamiráns. Sus fiestas se celebran el segundo domingo del mes de agosto, y llegaron a ser junto a las Brión en honor a Santa Minia (27 de septiembre), las más importantes de la comarca.
- Paseo fluvial: Se trata del curso bajo del río de los Pasos justo antes de desembocar en el río Sar. Fue acondicionado como paseo con jardines a principios de este presente siglo.
- Hórreo de Diego Albardonedo.